# Ischyropsalis pyrenaea
Ischyropsalis pyrenaea is een hooiwagen uit de familie Ischyropsalididae.